# フータン県 (カマウ省)
フータン県（フータンけん、ベトナム語：Huyện Phú Tân / 縣富新?）は、ベトナム社会主義共和国カマウ省の県。面積は461.87km²、人口は104,192人（2017年）である。

## 行政区画
以下の1市鎮8社から構成される。
- カイドイヴァム市鎮（Cái Đôi Vàm / 該隊汛）
- グエンヴィエトカイ社（Nguyễn Việt Khái / 阮曰楷）
- フーミー社（Phú Mỹ / 富美）
- フータン社（Phú Tân / 富新）
- フートゥアン社（Phú Thuận / 富順）
- ラックチェオ社（Rạch Chèo / 瀝棹）
- タンハイ社（Tân Hải / 新海）
- タンフンタイ社（Tân Hưng Tây / 新興西）
- ヴィエトタン社（Việt Thắng / 越勝）